# 一口馬主
一口馬主（ひとくちうまぬし、ひとくちばぬし）とは、日本において、競走馬に対し小口に分割された持分を通じて出資をする者のことである。匿名組合契約が利用されており、金融商品取引法（かつては商品ファンド法）によって規制を受ける。「クラブ馬主」「一口クラブ」ともいう。馬主登録されていない者が競走馬に投資することで間接的に馬主となるシステムである。

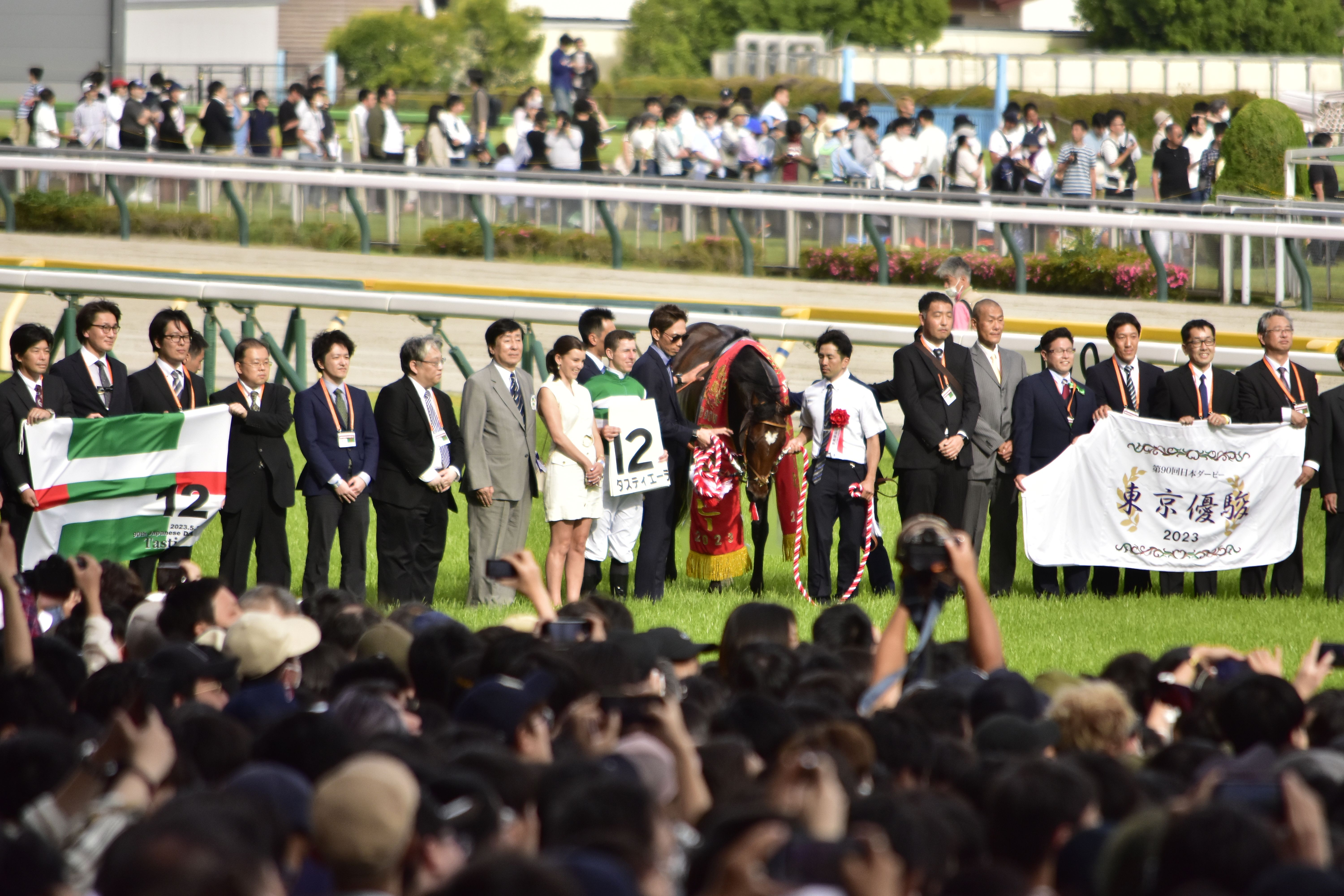
キャロットクラブの募集馬タスティエーラが優勝した第90回東京優駿（日本ダービー）の口取り式。クラブ法人はキャロットファーム。

日本全国で約5万人ほどが参加している。

## 概要
一口馬主のクラブは、愛馬会法人とクラブ法人（馬主）の2つの法人によって成り立っている。愛馬会法人とクラブ法人は金融庁と農林水産省による商品投資販売業者の許可番号を持っているが、前者は馬主資格を有しない。一口馬主になりたい者は愛馬会法人の会員となって同法人に出資（匿名組合契約）し、愛馬会は出資金を用いて取得した競走馬をクラブ法人に現物出資する。クラブ法人は、現物出資された競走馬をレースに出走させ、獲得した賞金を愛馬会法人に配当する。愛馬会法人は、さらに配当を会員に分配する。出資は愛馬会法人が事前に取得した競走馬ごとに行われ、会員は自らが出資した競走馬の獲得した賞金に応じて損益分配を受ける。
基本的に1頭の馬を40 - 500口程度に分割して出資を募る。馬の値段は中央競馬の場合1000万円以上になることが通常であるので、1口あたり数万〜100万円程度となる。出資者は馬代金のほかに、クラブの入会費用（入会時）、月会費、厩舎や牧場における経費、保険料、海外遠征の費用などを負担する。
基本的に元本保証は無い。ただし会員が出資した馬が早い段階（概ね2歳を迎える前）で死亡するか競走能力を喪失したと診断された場合には、出資金を全額返還するという規約を設ける例も見られる。かつては出資した馬が一度も出走できなかった、あるいは出走したが一度も勝てずに引退した場合に適用される「補償制度」も存在した（例：）が、金融庁の指導を受け、2011年度の募集から一斉に廃止となった。
なお、一口馬主の会員は馬主ではないため、競馬場の馬主席への入場、トレーニングセンターや厩舎への訪問、引退の決定など、馬主の持つ権利は有しない。ただし、2004年より1クラブ5人まで口取りの写真に参加することが許されるようになり、現在は重賞競走で最大20人まで、その他の競走で最大10人まで口取りの写真に参加できる（ただし、クラブにより異なる）。
一口馬主のシステムに対して、馬主の利益団体である日本馬主協会連合会は同会が発行した『日本馬主連合会30年史』において、名義貸しを商品ファンド法で誤魔化したに過ぎないと非難している。しかし、日本中央競馬会は1995年に「一口馬主は名義貸しにはあたらない」とする見解を発表している。

## 歴史
かつては共同馬主で馬を所有することがあったが、1971年に競馬法で名義貸しの禁止が明文化されると、いくつかの共同馬主が解散を余儀なくされた。しかしこれに対して1975年、共有馬クラブのひとつであった友駿ホースクラブが商法535条から542条に規定する匿名組合をクラブに適用することを考案し、内閣法制局と農林省に報告することにより共有馬クラブとして認可された。これ以降、同様の方式を取って撤退していた共有馬クラブも再登録を行うようになり、1988年ころから起きた競馬ブームに一役買うこととなった。
2007年時点で一口馬主のクラブの数は最大20に固定されており、既存クラブの解散や譲渡がない限り、新規参入はできない状況にあったが、2010年に社台グループの協力を受けたG1レーシングが新規参入を果たし、その後も岡田スタッド系列のノルマンディーサラブレッドレーシング、パカパカファーム系列のフクキタルが参入した。
2017年にはDMM.com系列のDMMドリームクラブが新規参入する。
近年は一口馬主クラブ（クラブ法人）が馬主リーディングの上位を多く占めることがあり、2013年の中央競馬馬主リーディングにおいては上位4位までを一口馬主クラブが占めている。

## クラブ法人馬主
クラブ法人は馬主資格を有する必要があるが競走馬のファンドを設立し、一般の顧客の出資を募って運営している性格上、一般の馬主よりも厳しい条件が課せられており、暴力団関係者や中央競馬関係者ではなく、一定以上の資産・年収を有するなど一般の馬主資格に加え以下の項目を全てクリアする必要がある。
- 法人代表者がクラブ法人に資本金又は出資の総額の50%以上を出資すること
- 法人代表者が競馬の執行上必要とされる充分な知識と経験を有すること
- 法人代表者は個人馬主又は組合馬主の組合員と重複し、又は複数の法人馬主（クラブ法人を含む）の代表者を兼任しないこと
- 法人の事業目的のうちに競馬（馬主）に関係する項目及び競走用馬に係る金融商品取引業（競走用馬投資関連業務）に関係する項目を設けること
- 法人の資本金の額又は出資の総額が1000万円以上とし、法人の過去2ヵ年の決算が黒字であること（当該法人が設立後間もない等の事情により、決算の状況の把握が困難な場合を除く）
- 法人から提出を受けた募集頭数、競走馬の取得方法、競走馬の預託先、事業執行体制など、JRAが必要と認める事項からなる事業計画を提出し、当該法人のクラブ法人としての活動が、競馬の公正かつ円滑な施行及び出資会員保護の上で重大な支障を来たさないと認められ、かつ収支見込により、当該法人のクラブ法人としての安定的な経営の継続が可能とJRAが判断した場合
- 愛馬会法人になろうとする法人が、競馬の公正かつ円滑な施行及び出資会員の保護について支障をきたさないとJRAが判断した場合

また、代表者が死亡または変更した場合には上記の基準の規定による審査の手続きを経ることを要するが、既に競走馬として登録または既に出資募集をしている馬に限ってクラブを運営し、その後閉鎖を予定している場合には代表者はその資産を問わない（一般の馬主に当たる「相続馬主」に相当）。

## 課税問題
現在一口馬主のシステムは、前述の通り商法上の匿名組合を二重に経由することで実現されている。しかし税務上の処理は一般的な匿名組合のものと異なる処理が行われており、その結果、
- JRAが支払った賞金のうち、一般的な個人馬主の場合の源泉徴収分の税金（実効8%）及び、一口馬主クラブの手数料を引いた分が出資者に支払われる。
  - 本来なら匿名組合の源泉徴収率は20%であり、一口馬主では匿名組合を二重に経由していることから、一部では「手数料等を差し引いた出資者への配当はJRAが支払った額の6割程度になる」と言われたが、実際には元本の払い戻し部分には当然源泉課税されることはなく、また2段階の1段目は従来源泉徴収義務のなかった出資者が少数の場合の匿名組合契約でもあり、実際の配当がどうなるかは現段階では不明である。
- JRAからクラブ法人へ支払われる賞金に対する源泉徴収分の税金について、最終的に配当を受けた出資者が個別に還付申告を行うことができる。
  - このような匿名組合のパススルー会計については長く一般的に認められてきたものの、比較的最近になって国税当局がそれを否認する立場を明確化した。クラブ法人に賞金が支払われた時点で関係が切断されると考えられるため、今後はクラブ法人が支払った税金を出資者が還付申告することは認められなくなると推測される。上述の匿名組合にかかわる源泉税が導入された場合は、出資者による還付申告の対象となる。
- 複数の馬に出資している場合、個々の馬に関する収入及び費用、損失について損益通算を行うことができる。
  - 上述のパススルー会計が認められない場合、馬ごとに個別にファンドが形成され各ファンドの損失はファンドの終了により確定されるという考え方のため、馬が引退した場合に限り当該馬に係わる損失を他馬ファンドなど他の雑所得と損益通算を行うことができる。

といったことが認められていた。
これに対し2006年に国税庁が「クラブ法人・愛馬会法人も匿名組合にかかわる法令や通達に沿う形で税務処理を行うようにすべき」との方針を打ち出したことから、社台グループなど一部の愛馬会では「JRAは匿名組合ではなく任意組合形式での一口馬主の運営を認めるべき」との主張を行うようになった（任意組合であれば前記のような税務処理（いわゆるパススルー会計）も認められるため）。しかしJRAは「一口馬主として任意組合形式を認めることは、実質的な名義貸しにつながるため認められない」との方針を一貫して保持しており、匿名組合として今後税務処理をどのような形で行うかも含めて、2007年現在もJRAとクラブ法人の間で協議が続けられている。

## 種類
2014年現在、日本には20の一口馬主クラブが存在し、募集馬の取得方法や口数、募集時期などが多様化している。

### 募集馬の提供方法
生産牧場が母体となって運営されているクラブでは、その生産牧場及び参加牧場で生産・育成された馬が募集馬として提供される。近年では生産馬だけではなく、セリ市などで取得した馬なども提供される。
生産牧場が母体ではないクラブでは、セリ市や庭先取引で取得した馬を提供する。

### 口数
クラブごとに募集口数でも大小の違いがあり、例えば総額1000万円の馬で40口募集なら1口25万円だが、500口募集なら1口2万円で出資が可能となる。
募集口数の大小が配当や月額費用の配分比率に直接反映されるため、少口募集であるほどハイリスク・ハイリターン、多口募集であるほどローリスク・ローリターンとなる。それまで少口募集が主流だった1990年代後半から多口募集のクラブが増え、会員の収入や嗜好性に応じてクラブの選択が可能となった。

### 地方競馬
2007年9月の法改正により地方競馬にも一口馬主制度が認められ、2014年現在では12法人が馬主登録している。
- サンデーサラブレッドクラブの場合：各競走馬について一口馬主を募集する時点で中央・地方のどちらで登録する予定かを提示している[4]。
- 東京サラブレッドクラブの場合：出資馬は基本的に中央競馬の競走馬登録をして、中央競馬の競走に出走させるものの、地方競馬に移籍させることもあるとしている[14]。
- ロードサラブレッドオーナーズの場合：地方競馬の馬主資格を有していないものの、地方競馬の馬主資格を有する馬主に出資馬を売却する場合がある。これにより匿名組合契約は解除されるが、JRA再登録制度（次に記述）の条件を満たした場合は愛馬会法人が出資馬を再取得し、従前の出資者に限って再出資が可能になる[15]。

地方競馬に移籍させる理由として、サンデーサラブレッドクラブでは以下の理由を挙げている。
- より多くの収益を期待[4]。
- 「JRA再登録制度」（3歳未勝利戦終了後に収得賞金「0」の未勝利・未出走馬が受ける出走制限や除外を、地方競馬の競走で一定の成績を収めた場合、中央競馬再移籍後に出走制限や除外を受けることなく出走できる制度）による中央競馬への再移籍を目指す[4]。

また、地方競馬は中央競馬に比べ馬主資格の審査基準が緩く、また一頭の馬を最大20人（中央競馬では最大10人）で共有することが認められているため、社台グループオーナーズの「地方競馬オーナーズ」、LEX PROの「NRAオーナーズ会」、ビッグダディオーナーズクラブなど、一口馬主に近い感覚で共有馬主となることができるシステムもある。

## 一口馬主クラブの一覧
- 地方競馬欄「◎」のクラブでは、「地方入厩予定馬」を募集している。「○」のクラブでは、クラブ法人が地方競馬の馬主登録をしている。
- 出典：競走馬商品投資販売業者連絡会 愛馬会法人の紹介
- 冠名欄の記号：「※」…末尾に付く、「!」…前方に付く場合と末尾に付く場合が有る、無印…前方に付くor付き方に関しては検証不能

| 勝負服 | 愛馬会法人                     | クラブ法人（馬主）                   | 冠名            | 活躍馬                                                                                                  | 地方競馬 |
| ------ | ------------------------------ | ------------------------------------ | --------------- | --- | -------- |
|        | インゼルサラブレッドクラブ     | インゼルレーシング                   | （なし）        | オーサムリザルト                                                                                        |          |
|        | ウインレーシングクラブ         | ウイン                               | ウイン          | ウインクリューガー、ウインバリアシオン、ウインブライト、ウインマリリン （主な所有馬も参照）             | ○        |
|        | キャロットクラブ               | キャロットファーム                   | （なし）        | シーザリオ、エピファネイア、エフフォーリア、リスグラシュー （主な所有馬も参照）                         | ◎        |
|        | グリーンファーム愛馬会         | グリーンファーム                     | （なし）        | クィーンスプマンテ、ゴールドマウンテン、セレクトグリーン （主な所有馬も参照）                           | ○        |
|        | ゴールドホースクラブ           | ゴールドレーシング                   | ※ゴールド       | スターキングマン                                                                                        |          |
|        | サラブレッドクラブライオン     | ライオンレースホース                 | ドリーム サマー | ドリームパスポート、ドリームバレンチノ、ドリームシグナル、ユニコーンライオン （主な所有馬も参照）       |          |
|        | 社台サラブレッドクラブ         | 社台レースホース                     | （なし）        | ステイゴールド、ネオユニヴァース、ハーツクライ、タイムパラドックス （主な所有馬も参照）                 | ◎        |
|        | サンデーサラブレッドクラブ     | サンデーレーシング                   | （なし）        | オルフェーヴル、ジェンティルドンナ、 ヴァーミリアン、リバティアイランド （主な所有馬も参照）            | ◎        |
|        | シルクホースクラブ             | シルクレーシング                     | シルク シルキー | アーモンドアイ、イクイノックス、シルクジャスティス、ブラストワンピース （主な所有馬も参照）             | ◎        |
|        | G1サラブレッドクラブ           | G1レーシング                         | （なし）        | ペルシアンナイト、ルヴァンスレーヴ、ジュールポレール、セリフォス （主な所有馬も参照）                   | ○        |
|        | ターファイトクラブ             | ターフ・スポート                     | （なし）        | バローネターフ、サウンドオブハート、ビーナスライン、インカンテーション （主な所有馬も参照）             | ◎        |
|        | 大樹レーシングクラブ           | 大樹ファーム                         | タイキ アン     | タイキシャトル、タイキブリザード、タイキフォーチュン、タイキシャーロック （主な所有馬も参照）           | ○        |
|        | DMM.com証券(DMMバヌーシー)     | DMMドリームクラブ                    | （なし）        | ラヴズオンリーユー、タイムトゥヘヴン （主な所有馬も参照）                                               |          |
|        | 東京サラブレッドクラブ         | 東京ホースレーシング                 | レッド ルージュ | レッドファルクス、レッドディザイア、レッドルゼル、レッドスパーダ、 （主な所有馬も参照）                 | ○        |
|        | 京都サラブレッドクラブ         | 京都ホースレーシング                 | （なし）        | （なし）                                                                                                |          |
|        | ノルマンディーオーナーズクラブ | ノルマンディーサラブレッドレーシング | （なし）        | デアリングタクト、ブラゾンドゥリス、ローズジュレップ、プラチナムバレット (主な所有馬も参照)             | ◎        |
|        | 広尾サラブレッド倶楽部         | 広尾レース                           | （なし）        | パンサラッサ、ステラリード、ブリッツェン、クレッシェンドラヴ、バスラットレオン (主な所有馬も参照)       |          |
|        | 友駿ホースクラブ愛馬会         | 友駿ホースクラブ                     | ※シチー         | タップダンスシチー、エスポワールシチー、ゴールドシチー、キョウトシチー （主な所有馬も参照）             |          |
|        | ユニオンオーナーズクラブ       | ヒダカ・ブリーダーズ・ユニオン       | （なし）        | エポカドーロ、サンドピアリス、サンビスタ、サマーウインド （主な所有馬も参照）                           | ○        |
|        | ラフィアンターフマンクラブ     | サラブレッドクラブ・ラフィアン       | マイネル マイネ | マイネルキッツ、マイネルセレクト、マイネルラヴ、マイネルマックス、ユーバーレーベン （主な所有馬も参照） | ○        |
|        | ロードサラブレッドオーナーズ   | ロードホースクラブ                   | ロード レディ   | ロードカナロア、レディパステル、レディアルバローザ、ロードプリヴェイル （主な所有馬も参照）             |          |
|        | ローレルクラブ                 | ローレルレーシング                   | ローレル        | ローレルゲレイロ、カネツフルーヴ （主な所有馬も参照）                                                   |          |
|        | YGGオーナーズクラブ            | YGGホースクラブ                      | ブルー          | ブルーコンコルド、ドライスタウト、ブルーショットガン、カリブソング、オギティファニー (主な所有馬も参照) | ◎        |
|        | ワラウカド                     | フクキタル                           | （なし）        | ゼノヴァース                                                                                            | ◎        |

### 現存しない一口馬主クラブ
| 愛馬会法人             | クラブ法人（馬主）           | 冠名       | 活躍馬           |
| ---------------------- | ---------------------------- | ---------- | ---------------- |
| ホースメンクラブ愛馬会 | ホースメン                   | ホースメン | ホースメンテスコ |
| ミリオン               | ミリオンサラブレッドクラブ   | ミリオン   | ミリオンセンプー |
| ナムラホースクラブ     | 奈村信重                     | ナムラ     | ナムラモノノフ   |
| エプソム愛馬会         | ジャパン・ホースマン・クラブ | エプソム   | エプソムアーロン |